# ムラサキウマゴヤシ
ムラサキウマゴヤシ（紫苜蓿、紫馬肥、学名: Medicago sativa）は、マメ科ウマゴヤシ属の多年草。西南アジア原産。アルファルファ（スペイン語: alfalfa）、ルーサン（英: lucerne）とも呼ばれる。

## 特徴
頑丈な根株から多数の茎を叢生し、伸びると1m程になる。夏に濃紫色から白色の蝶形花を付ける。
種子は硬実種子で、螺旋状に巻いた果実の中にある。
根が地中5～10mにも達するため、干害に強い。

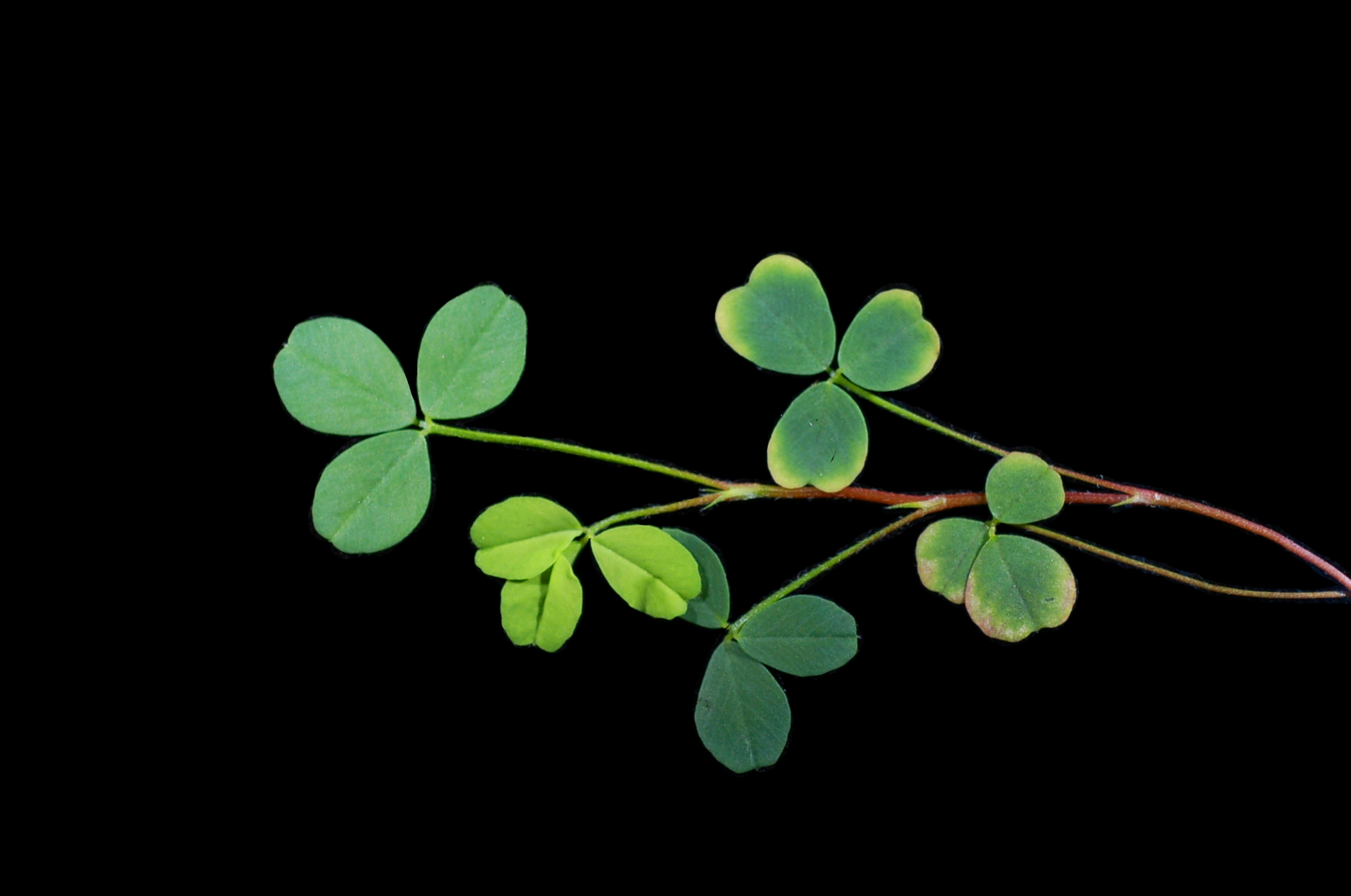
葉
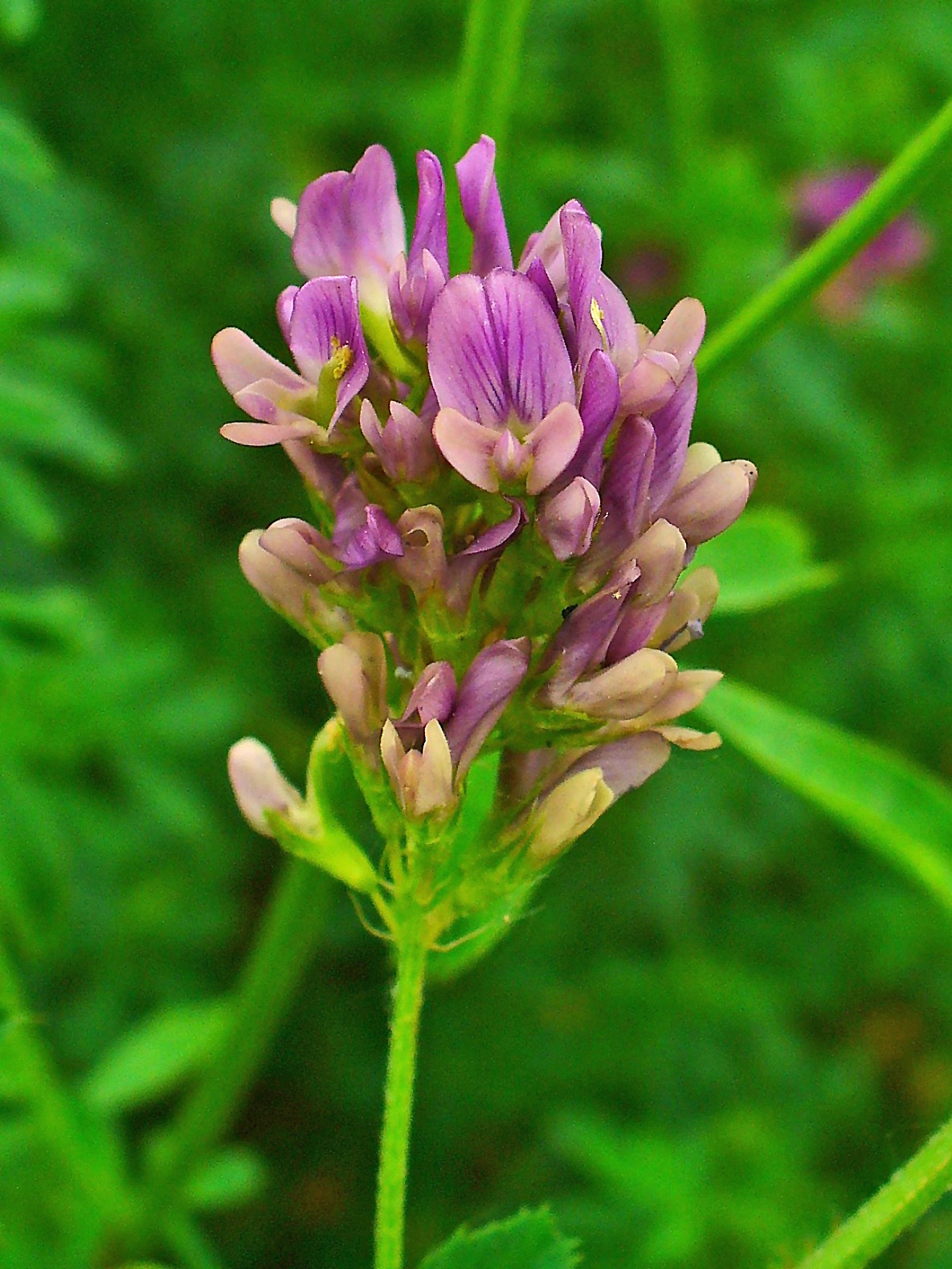
花
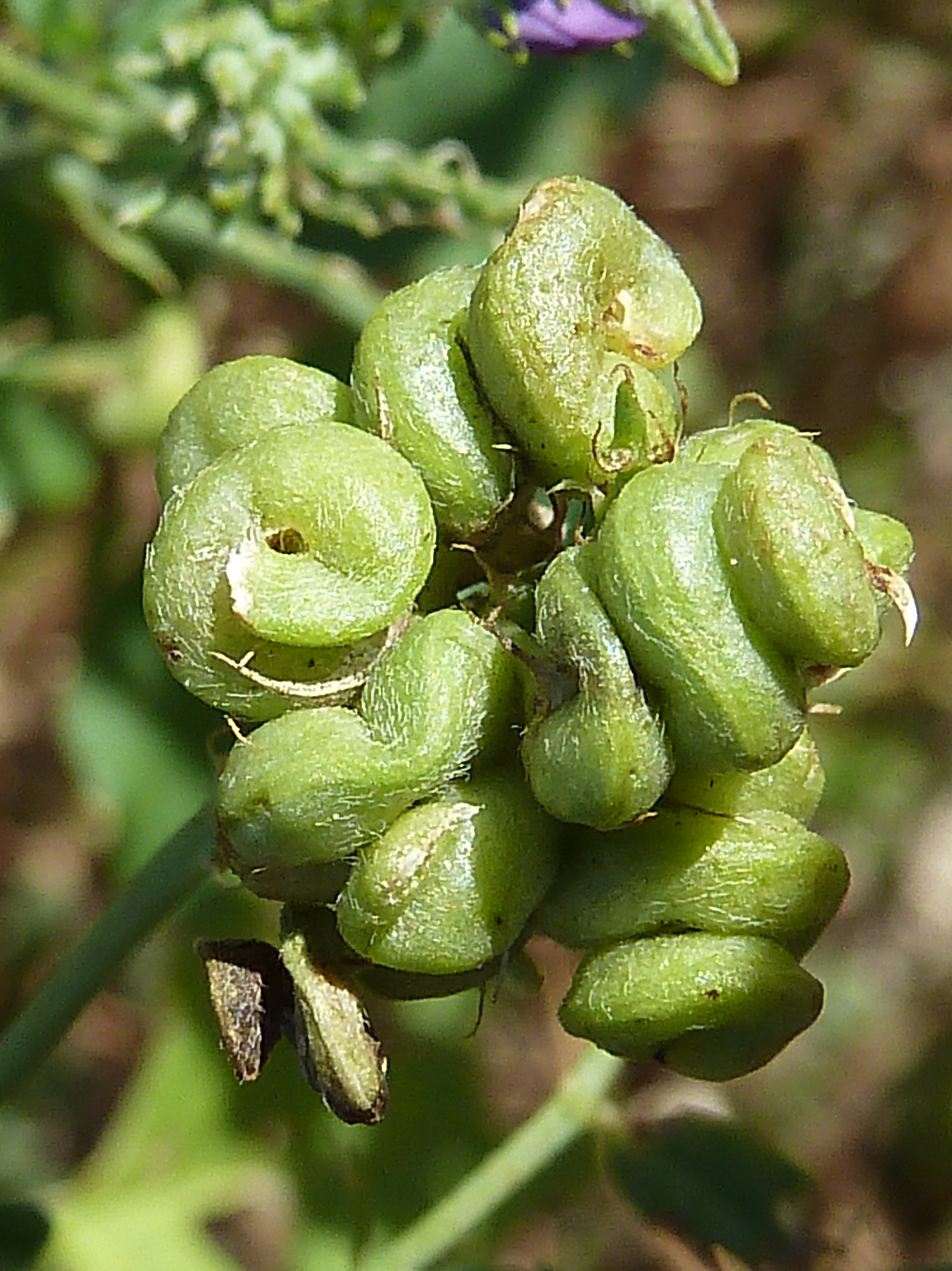
果実
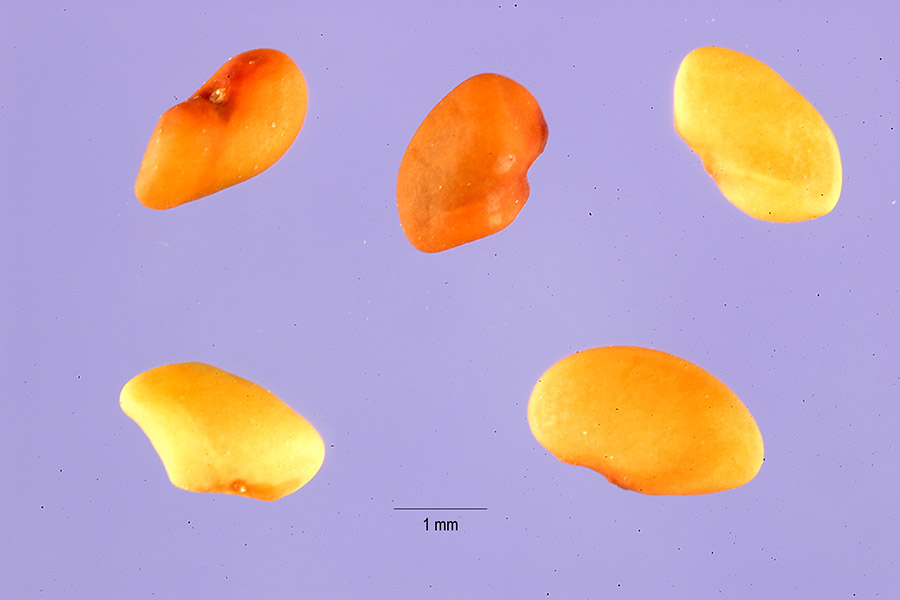
種子（バーは1mm）

## 利用
主に牛に与える牧草として使われる。ウサギの餌としてアルファルファの呼称でペットショップで販売されていることが多い。スプラウトの状態でサラダなどに使う。モヤシとしての名前は「糸もやし」。
日本では、牧草として明治時代に導入された。アルファルファは高栄養のマメ科飼料であり、乾草やキューブとして、海外から毎年約30万トンが輸入されている。栽培面積は、1980年頃には約6000ヘクタール、2000年頃までは8000～12000ヘクタール程度だったが、除草剤に対する強さや越冬性の高い品種の誕生により、2017年時点で栽培面積が50000ヘクタールに達したと推定される。
生食用としては、播種後3〜7日目のものが、アルファルファ・スプラウトとして利用される。加工食品としては、茎や葉を粉砕して固めたものがサプリメントなどに用いられる。健康食品として「食欲を増進する」「利尿作用がある」「強壮作用がある」などと謳われるが、人に対する効果については信頼できる十分な情報はない。ただし、通常の食事で摂取する場合の安全性は示唆されている。

## ギャラリー

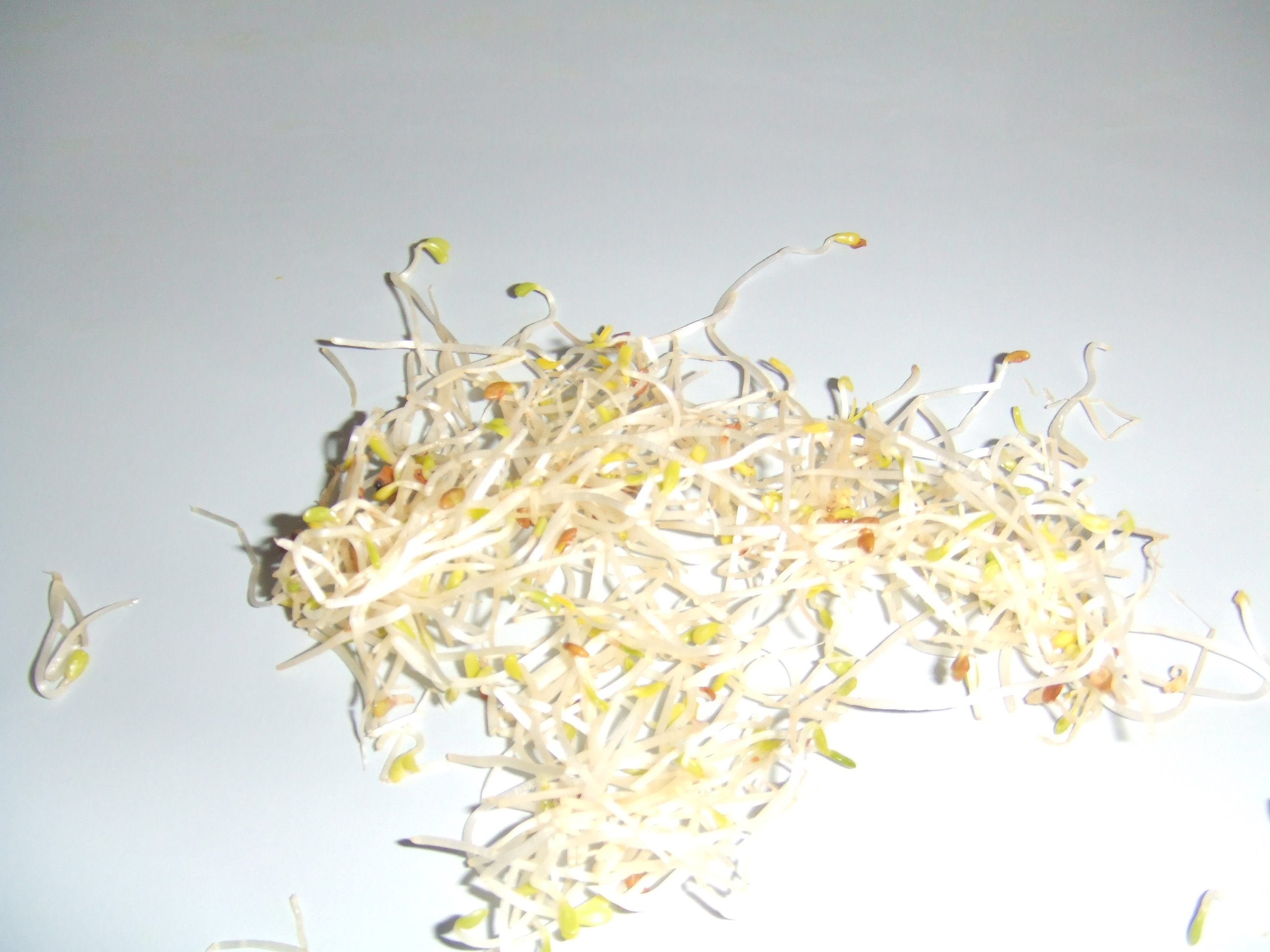
スプラウトとしてのアルファルファ（糸もやし）
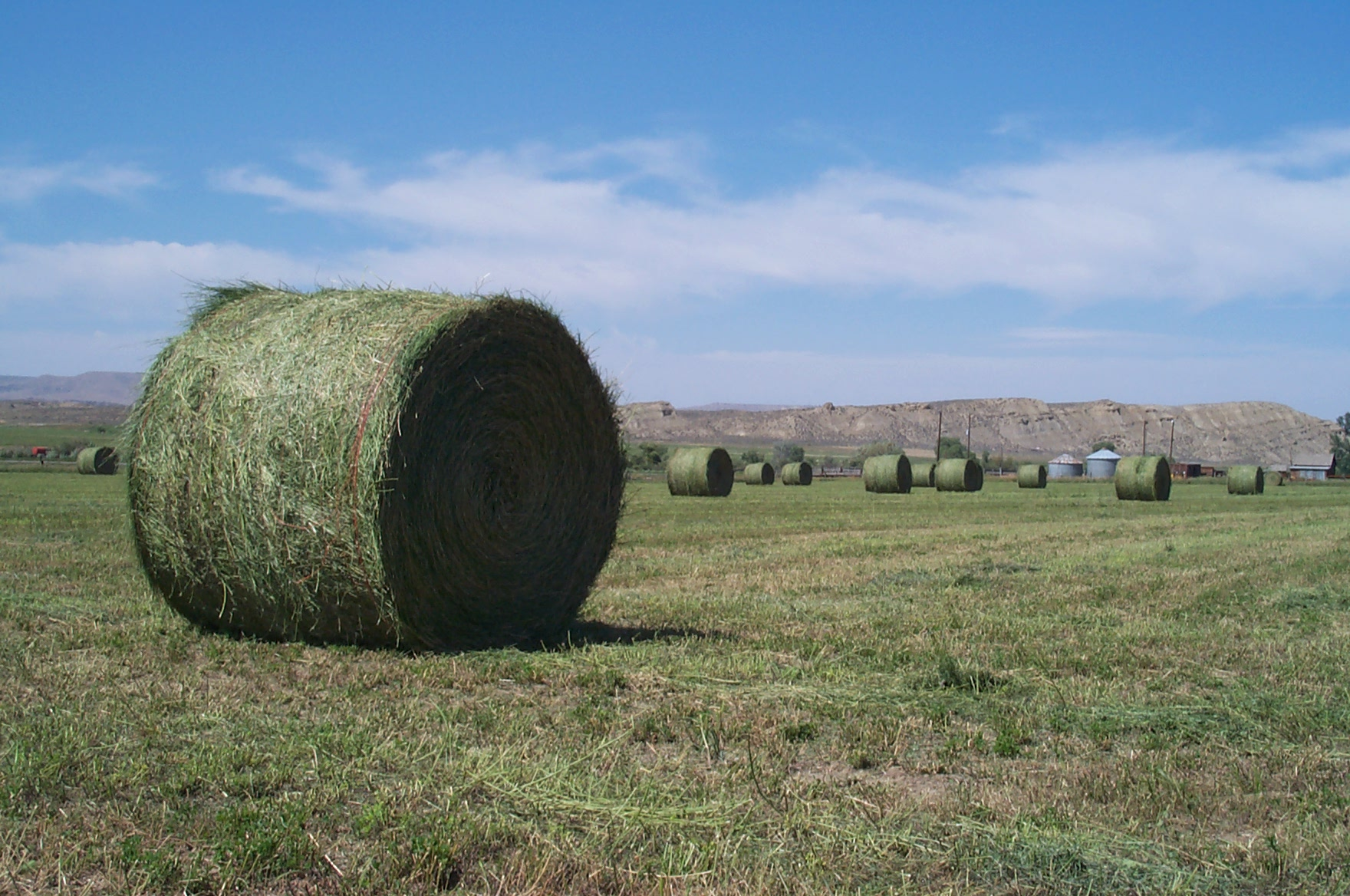
収穫された牧草